# Santissime Stimmate di San Francesco

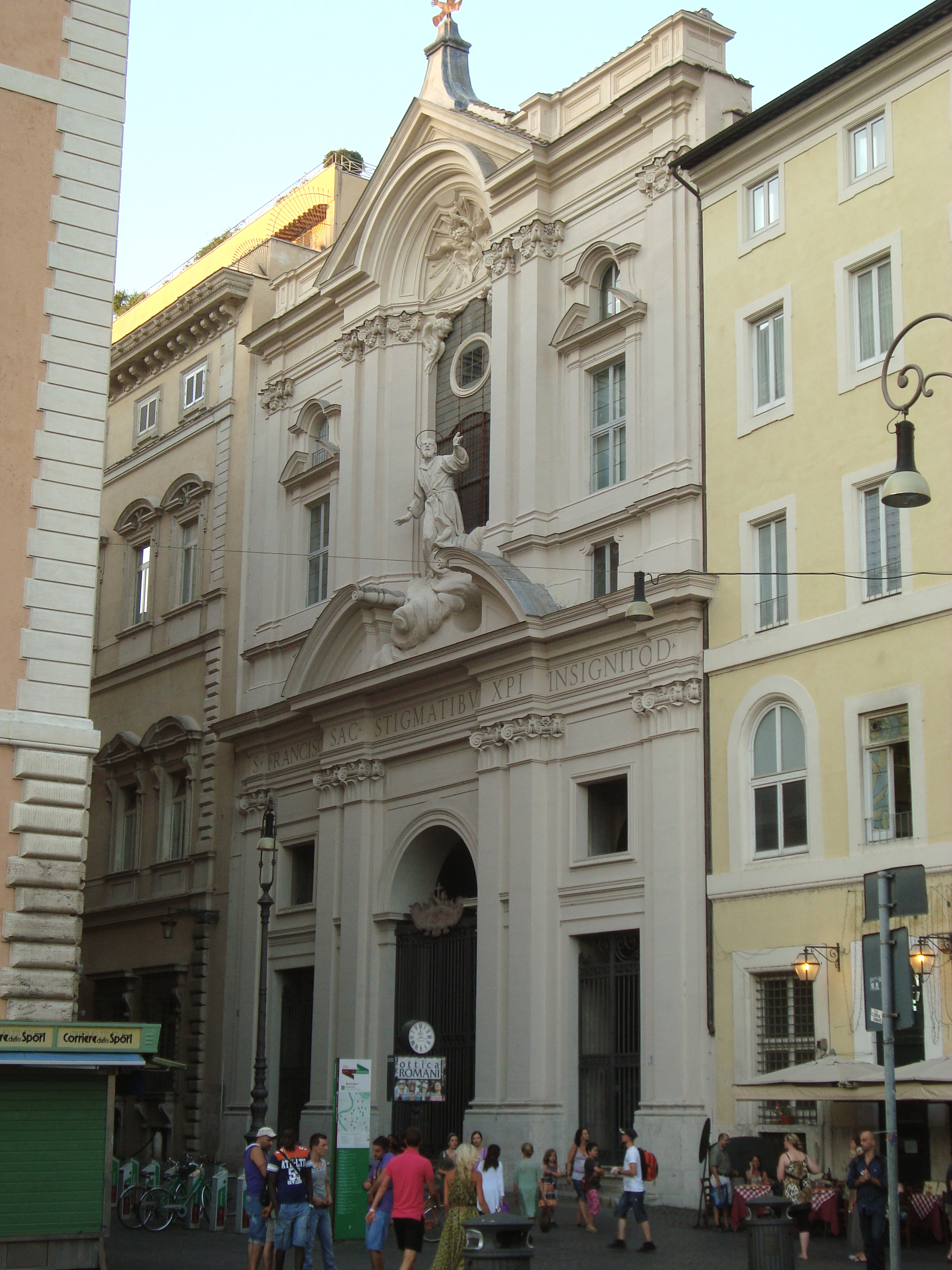
Sicht auf die Fassade vom Largo di Torre Argentina

Santissime Stimmate di San Francesco ist eine Kirche in Rom. Sie entstand in der heutigen Form im frühen 18. Jahrhundert, hatte aber einen Vorgängerbau aus dem 12. Jahrhundert. Bekannt ist sie für die Ausschmückung der Kapellen; in einer ruhen nächste Angehörige Papst Leos XIII.

## Lage und Namensgebung
Die Kirche liegt im IX. römischen Rione Pigna an einem nach ihr benannten kleinen Vorplatz, dem Largo delle Stimmate am Eingang der Via dei Cestari unmittelbar an der nordöstlichen Ecke des Largo di Torre Argentina. 
Ihren Namen hat sie von der Archiconfraternità delle Stimmate di San Francesco, die ihrerseits zur Verehrung der Stigmatisation des hl. Franz von Assisi gegründet wurde. Sie hatte ursprünglich ein anderes Patrozinium.

## Geschichte und Baugeschichte
Ein Vorgängerbau der Kirche wurde zum ersten Mal 1192 erwähnt, sie hieß damals scs. Quadraginta calcariorum. Ursprünglich geweiht war sie demnach den Vierzig Märtyrern von Sebaste, den Zusatz calcariorum verdankt sie den damals hier stehenden Kalköfen zur Gewinnung von Kalk aus antikem Marmor. Die Kirche wurde mehrfach über die Jahrhunderte – teils leicht abgewandelt – in der Namensgebung erwähnt, so 1230, 1298 und 1320. Im späten 16. Jahrhundert, am 11. August 1594, erfolgte die Gründung der erwähnten Erzbruderschaft, die drei Jahre später von Papst Clemens VIII. approbiert wurde. Dieser übergab die Kirche der Bruderschaft, welche sie niederlegen ließ. Erst ab 1708 begannen die Bauarbeiten für die heutige Kirche, die vor 1721 mit dem Fassadenbau abgeschlossen wurden. Der Bau wurde im Inneren von Giovanni Battista Contini entworfen, die Fassade wird Antonio Canevari zugeschrieben.
Die wichtigste Reliquie der Kirche ist ein im Hochaltar aufbewahrtes Behältnis, das das Blut enthalten soll, welches dem hl. Franz von Assisi aus der Seite geflossen sein soll. Die Reliquie ist eine Stiftung eines Herzogs von Aquasparta und wird jährlich am 4. Oktober der Öffentlichkeit gezeigt.

## Fassade
Die Fassade ist eine klassische Arbeit des römischen Barock. Sie ist zweigeschossig und dreiachsig ausgeführt. Sie wird im Untergeschoss von doppelt gestellten und hinterlegten Pilastern der Kompositordnung gegliedert, der Architrav trägt die Inschrift S. FRANCISCO SAC. STIGMATIBVS XP INSIGNATO D. Der Portalbogen wird noch von beigestellten Pilastern nach toskanischer Ordnung flankiert, die Seitenportale mit den darüberliegenden Rechteckfenster sind einfacher. Das Obergeschoss enthält über dem Architrav eine Darstellung des Heiligen im Moment der Stigmatierung, sie ist in den gesprengten Segmentbogen gestellt, der nach innen in Voluten ausläuft, seitlich davon sind kleine Attikafenster eingefügt. Die Pilastergliederung des Obergeschosses ist ähnlich dem des Untergeschosses, sie folgt aber der ionischen Ordnung, die Kapitelle sind zusätzlich mit Festons verziert. Der Mittelteil der oberen Fassadenhälfte ist konkav zurückgestellt, die Nische geht bis in den Giebel hinein, sie enthält in der Wölbung einen Cherubskopf in einem Strahlenbündel. Die Pilaster der Fenster in den Seitenachsen folgen wieder der toskanischen Ordnung bis zum wiederum gesprengten Segmentgiebel, in dem sich je ein weiteres Rundbogenfenster befindet.
Unmittelbar vor der Fassade ist der rechts an der Kirche erbaute Campanile aus dem 18. Jahrhundert nicht sichtbar, erst aus weiterer Distanz.

## Inneres

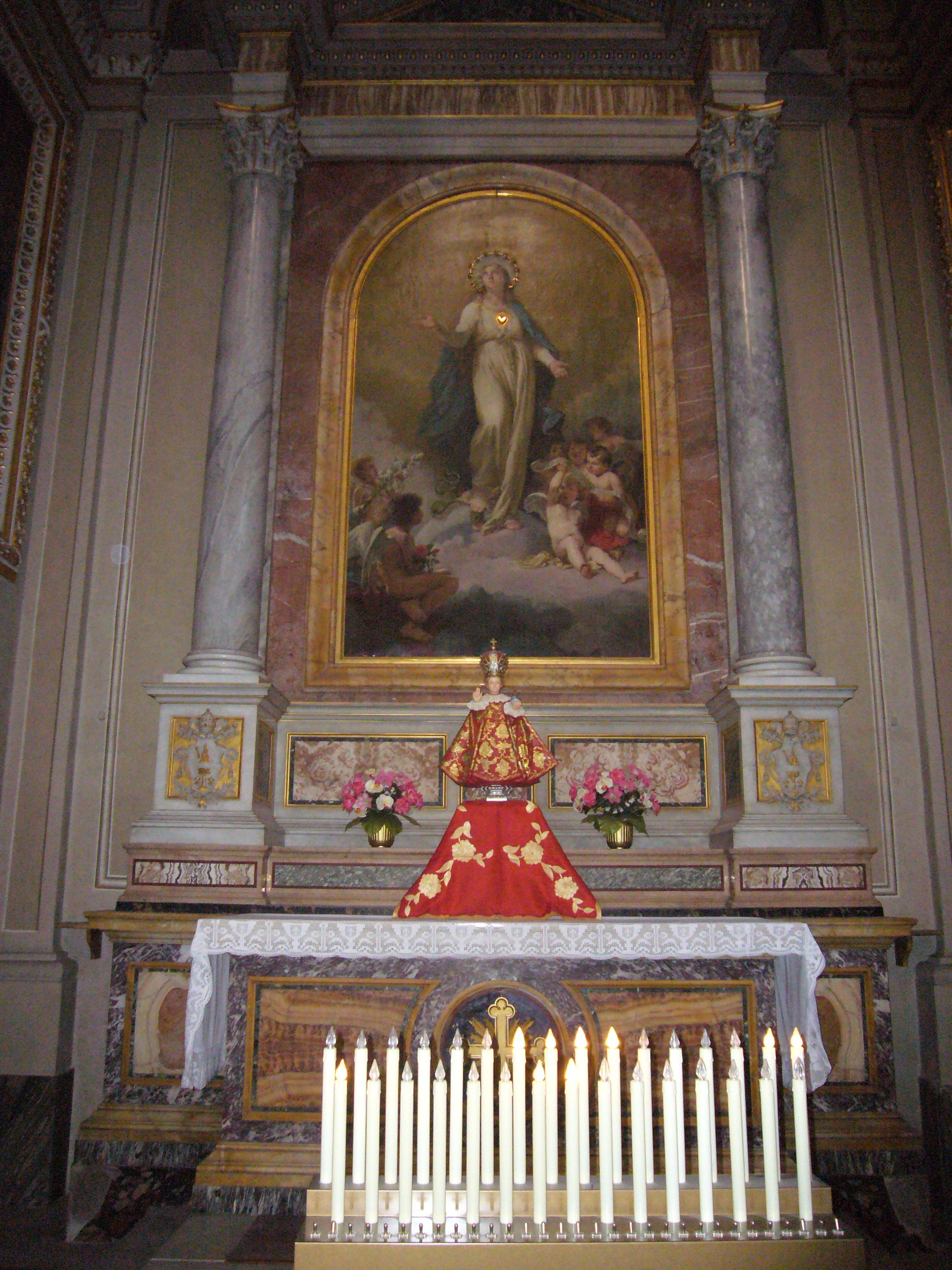
Die Immaculata in der Cappella Pecci, an den Sockeln der Rahmensäulen das Wappen Papst Leos XIII.

Die Kirche verfügt hinter dem Portal über eine Vorhalle, die durch ihre Architektur mit der Stellung von Doppelpilastern toskanischer Ordnung in drei jochförmige Abschnitte gegliedert ist. Die Vorhalle enthält ein Grabmal, es wurde von Adamo Tadolini für den 1844 verstorbenen Enrico Pulieri im Stil einer antiken griechischen Stele geschaffen, die seine Mutter zeigt.
Die Kirche selbst ist ein einschiffiger Bau mit je drei Seitenkapellen entlang des Langhauses. Er wird von einem Tonnengewölbe mit Stichkappen gedeckt und zwischen den Kapellen mit Doppelpilastern der Kompositordnung gegliedert. Das Gewölbe ist freskiert, es stellt die Glorie des Hl. Franz dar, eine Arbeit von Luigi Garzi. Die Eingangsseite ist etwas anders gestaltet, die Doppelpilaster folgen wiederum der ionischen Ordnung mit Festonverzierung. Unter der Orgel am Segmentbogen befindet sich das Wappen Papst Clemens XI. Die Tribuna folgt dagegen wieder dem Konstruktionsprinzip des Langhauses. Die Ecken des Langhauses sind eingewölbt und mit Rechtecktüren versehen.

## Kapellen und Ausstattung

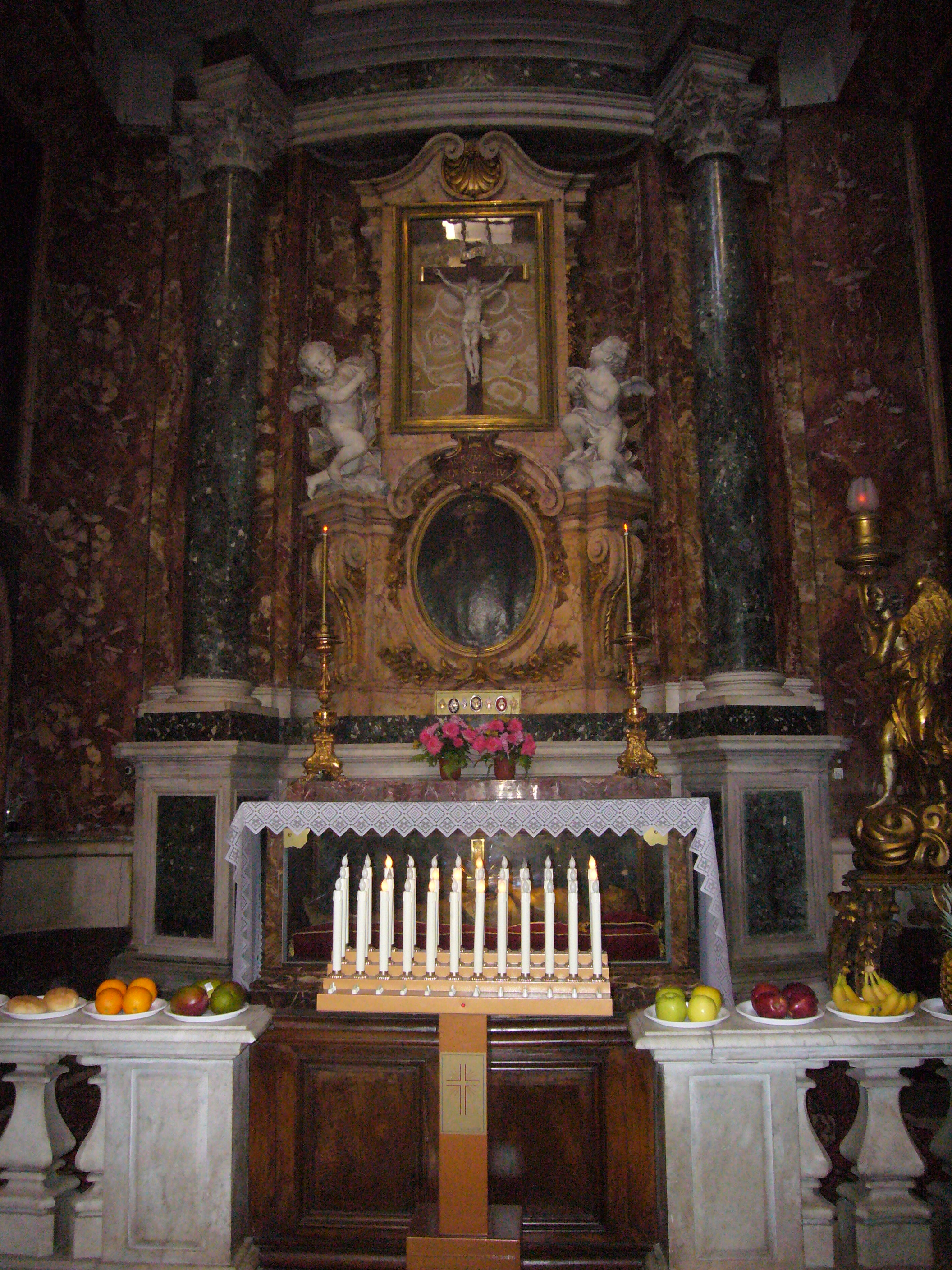
Die Mater Dolora in der Cappella Crocifisso

Die erste Kapelle rechts, Cappella Crocifisso genannt, enthält eine Mater Dolorosa- Darstellung unter einem hinter Glas gelegten Elfenbeinkruzifix mit seitlichen Engelfiguren. Das Gemälde stammt von Francesco Mancini. Seitlich befinden sich weitere Ölgemälde, links eine Dornenkrönung, entweder von Francesco Trevisani oder Domenico Muratori, rechterhand noch eine Geißelung. Auch dafür ist die Zuschreibung unsicher, in Frage kommt neben Trevisani noch Marco Benefial. Das Tonnengewölbe ist freskiert, dargestellt ist ein Engelreigen mit Leidenswerkzeugen.
Die vordere Kapelle mit Blickrichtung vom Eingang zum Chor links ist im Gedenken der ursprünglichen Patrone den Vierzig Märtyrern geweiht, diese sind auf dem Altargemälde dargestellt. Das Bild stammt von Giacinto Brandi. In der Kapelle befindet sich ein Doppelgrabmal von 1837. Es gilt als interessant, weil es ein frühes Beispiel für den aufkommenden Historismus, hier in Form der nachempfundenen Frührenaissance ist.
In der mittleren Kapelle rechts, der Cappella Borgnana, sie wurde ab 1850 gestaltet, befindet sich ein Ölgemälde auf dem Altar. Es stellt den Erzengel Michael dar und stammt von Nicola Pannini. Pannini kopierte mit der Darstellung ein Ölgemälde von Guido Reni mit dem gleichen Thema, das sich in der Kirche Santa Maria della Concezione befindet.
Die gegenüberliegende Cappella Pecci wurde 1887 neu gestaltet. Stifter war Papst Leo XIII., bis zur Wahl Vincenzo Gioacchino Pecci. In der Kapelle bestattet sind seine Mutter und sein Bruder sowie weitere, später verstorbene Mitglieder der Familie Pecci. Das Altargemälde stellt eine Immaculata dar, an den Säulenbasen der Rahmung befindet sich jeweils links und rechts das Wappen des Papstes. Die weiteren Ölgemälde stellen links die Geburt Mariä dar und rechts eine Darstellung des Tempelgangs Mariä. Die Bilder stammen von Domenico Torti.
Die zum Altar nächste Kapelle rechts enthält auf dem Altar gemalte Scheinarchitektur des 19. Jahrhunderts. Das Altarbild stellt den hl. Joseph von Calasanza dar, geschaffen von Marco Caprini.
Die ihr gegenüberliegende Kapelle erhielt die Ausstattung 1869. Das Gemälde auf dem Altar stellt den hl. Antonius von Padua dar, geschaffen wurde es von Trevisani. Die linke Wand enthält ein Memoriam für Luigi Conte Marconi, er starb 1834.
Auf dem Hochaltar befindet sich das Gemälde Stigmatisation des Hl. Franz, es ist eines der wichtigsten Bilder von Francesco Trevisani, er schuf es 1719. Der Goldrahmen mit den Verzierungen mit Muschel und Engeln ist eine Arbeit von Pietro Bacci.
Unter der Kirche befindet sich in einer Tiefe von 8 Metern ein Gewölbe mit einer Gruft. Dekoriert ist die Anlage mit Figuren aus menschlichen Gebeinen. Diese eher an kapuzinische Vorbilder erinnernde Anlage wurde bereits im 16. Jahrhundert begonnen. Der Stifter der Erzbruderschaft, der Arzt Federico de’ Pizzi, bestimmte, dass seine Überreste hierfür genutzt werden sollten. Aus seinem Schädel sollte der Halter des Weihwasserbeckens werden.